# ناحية صفصافة
ناحية الصفصافة إحدى نواحي سوريا تتبع إداريّاً لمحافظة طرطوس منطقة طرطوس ومركزها بلدة الصفصافة، بلغ تعداد سكان الناحية 23,416 نسمة حسب التعداد السكاني لعام 2004.

## بلدات وقرى ناحية الصفصافة
بيت شوفان، بحوزي، ضهر بشير، دير الحجر، عين الزبدة، فتاح أبولي (فتاح الخضراء)، أبولي (الخضراء)، الحورة، كفرفو، متن الصفصافة، ناحوت، العريمة، الريحانية، الصبوحية، سمريان، الصفصافة، شاص، التوانين، وادي الميس.